# Buongiorno, Madrid!
Buongiorno, Madrid! è un film del 1943 diretto da Gian Maria Cominetti.

## Trama
Una giovane sivigliana si mette in viaggio alla volta di Madrid, accompagnata dal cugino. Nella capitale spagnola una canzone da lei composta vince il primo premio anche grazie all'interpretazione di un tenore molto conosciuto.
Il tenore si innamora della ragazza, ma costei sceglierà il cugino.

## Produzione
Girato nel 1942 in coproduzione italospagnola, in doppia versione, quella italiana diretta da Gian Maria Cominetti e quella spagnola, stranamente diretta da Max Neufeld, regista austriaco, ma ormai di casa a Roma. Alla sceneggiatura partecipa anche Anita Farra, attrice veneziana, con frequenti presenze nel cinema spagnolo di quel periodo. Per la protagonista, María Mercader, giovane attrice di Barcellona, già attiva a Cinecittà, ci sarà in Italia l'incontro, sul set di un film con Vittorio De Sica, che sposerà dopo una lunga relazione. Il film esce nelle sale italiane all'inizio del 1943.

## Accoglienza

### Critica
Raul Radice nel Corriere della Sera del 21 febbraio 1943 " Buongiorno, Madrid!, film con tenore. C'è chi apprezza questo genere, ma può darsi che cessi di apprezzarlo dopo aver visto Buongiorno, Madrid!. Un film che contiene tante cose strane, tra cui taluni spagnoli che parlano napoletano. Un regista sembra proprio che sia mancato. Il film del resto non lo meritava"